# Romolo Verde
Romolo Verde (Fresonara, 17 maggio 1895 – Fresonara, 18 maggio 1974) è stato un ciclista su strada italiano.

## Carriera
Fa il suo esordio tra i professionisti a soli 18 anni e vince il Giro del Piemonte e la Genova-Ventimiglia, successo che ripeterà l'anno successivo.

## Palmarès
- 1913 (individuale, una vittoria)

Giro del Piemonte

## Piazzamenti

### Grandi giri
- Giro d'Italia
- 1913: ritirato
- 1914: ritirato

### Classiche monumento
- Milano-Sanremo
- 1914: 14º

- Giro di Lombardia
- 1913: 10º